# Max Woosnam
Maxwell "Max" Woosnam (Liverpool, 6 september 1892 – Londen, 14 juli 1965) was een tennisspeler uit het Verenigd Koninkrijk. Woosnam won tijdens de Olympische Zomerspelen 1920 de gouden medaille in het herendubbelspel samen met Noel Turnbull. Aan de zijde van Kitty McKane verloor hij de finale van de Fransen Suzanne Lenglen en Max Décugis. Tijdens Wimbledon won Woosnam het herendubbelspel en verloor de finale van het gemengd dubbelspel.